# Волк-Карачевский, Василий Васильевич
Василий Васильевич Волк-Карачевский (1873—1920) — историк, публицист, политический деятель, депутат Государственной думы II созыва от Черниговской губернии.

## Биография
Дворянин по происхождению, из семьи чиновника Василия Никодимовича Волк-Карачевского. Выпускник Киевского университета Святого Владимира. Участник студенческих волнений в марте 1897 года. Был задержан, освобожден через неделю, к дознанию не привлекался. Научные интересы составляла история Правобережной Украины. Его работа «Борьба Польши с казачеством во второй половине XVII и начале XVIII века» (Киев, 1899) широко обсуждалась. Преподаватель Киевского кадетского корпуса. За речь, произнесенную на годичном товарищеском завтраке, ему было предложено оставить службу в корпусе. Вернулся в Черниговскую губернию. Гласный Черниговского губернского земства. Финансово поддерживал киевскую организацию партии социалистов-революционеров, в его квартире была эсеровская явка. С осени 1906 член Народно-социалистической партии. Владел землёй (151 десятина) в Борзнянском уезде Черниговской губернии.
7 февраля 1907 избран во Государственную думу II созыва от общего состава выборщиков Черниговского губернского избирательного собрания. Председатель Народно-социалистической думской фракции. Член библиотечной комиссии, комиссии по исполнению государственной росписи доходов и расходов, комиссии о помощи безработным, аграрной комиссии и комиссии для подсчета шаров при избрании товарищей секретаря Думы. Участвовал в прениях по аграрному вопросу, являлся сторонником национализации земли, по вопросу помощи голодающим, бюджетному, о местном суде. Внёс на рассмотрение Думы «Основные положения временного закона по земельным делам», которые предусматривали отмену указа 9 ноября 1906 года о выходе из общины, указа 15 апреля 1906 года, запрещавшего сельскохозяйственные стачки, регулирование арендных отношений, ликвидацию правительственных землеустроительных комиссий, создание местных земельных комитетов и другое. Широко известной стала его реакция на реплику П. А. Столыпина в адрес депутатов-социалистов «не запугаете». Волк-Карачевский в ответ сказал, что угрозы со стороны правительства их тоже не запугают, так как «солнце новой жизни, солнце свободы и солнце равенства и братства уже пробивают те тучи, которые сейчас нависли над Россией».
После роспуска Думы вернулся в Черниговскую губернию. С 1908 преподавал русский язык и словесность, затем историю и географию в 7-классном коммерческом училище в Конотопе. 26 апреля 1910 по распоряжению министра внутренних дел был уволен.
В 1914—1917 годах, во время первой мировой войны, секретарь Всероссийского союза городов.
После Февраля 1917 стал членом ЦК Трудовой народно-социалистической партии, по другим сведениям был членом Совета старейшин партии «энэсов». 25 июня 1917 года по списку народных социалистов был избран гласным Московской городской думы.
После октября 1917 вошел в антибольшевистский Союз возрождения России (петроградская организация). В Союзе возрождения придерживался крайне левой позиции, считая, что никакая военная диктатура не приемлема (в том числе и диктатура Колчака). От Союза возрождения принимал участие в работе Тактического центра. 1 сентября 1919 года арестован чекистами во время засады в квартире Н. Н. Щепкина. Умер во время следствия в тюрьме ВЧК.
Реабилитирован в 2000 году.

## Сочинения
- Волк-Карачевский В. В. Борьба Польши с казачеством во второй половине XVII и начале XVIII века. — Киев: Тип. Императорского университета Св. Владимира, 1899.— 377 с. Архивная копия от 2 декабря 2014 на Wayback Machine

### Рекомендуемые источники
- Ерофеев Н. Д. Народные социалисты в первой русской революции. М, 1979;
- Политические партии России. Конец XIX первая треть XX века: Энциклопедия. М, 1996.
- Российский государственный исторический архив. Фонд 1278. Опись 1 (2-й созыв). Дело 82; Дело 608. Лист 13.